# NEXT ENCORE
《NEXT ENCORE》는 SDN48의 베스트 음반이다. 2012년 3월 14일, 유니버설 뮤직을 통해 발매되었다.

## 개요
2012년 3월 31일로서 전원 졸업하는 SDN48의 현 멤버에 의해 최초로 한 마지막 앨범. 데뷔 싱글 「GAGAGA」로부터 4th 싱글 「설득하면서 아자부쥬반 duet with 미노 몬타」까지 수록되고 있는 노래 전곡과 앨범 오리지널의 신곡 「1캘런의 땀」이 수록된다. 지난 주의 3월 7일에 릴리스 되는 5th 싱글 「억지 콩그레츄레이션」의 노래는 미수록.

## 수록곡

### 통상반
1. GAGAGA
(작사：아키모토 야스시, 작곡：HARANHN, 편곡：사사키 유타카)
2. 고독한 러너(孤独なランナー)
(작사：아키모토 야스시, 작곡：미야지마 리츠코, 편곡：노나카“야”유이치)
3. 에로스의 트리거(エロスのトリガー)
(노래：언더걸즈 A, 작사：아키모토 야스시, 작곡：SQR, 편곡：SQR·j.hull)
4. 사도에 건넌다(佐渡へ渡る)
(노래：언더걸즈 B, 작사：아키모토 야스시, 작곡·편곡：와카타베 마코토)
5. 사랑, 주세요(愛、チュセヨ)
(작사：아키모토 야스시, 작곡·편곡：Elizabeth)
6. 천국의 도어는 3번째의 벨로 열린다(天国のドアは3回目のベルで開く)
(노래：언더걸즈 A, 작사：아키모토 야스시, 작곡：SQR, 편곡：SQR·j.hull)
7. 아와지 섬의 양파(淡路島のタマネギ)
(노래：언더걸즈 B, 작사：아키모토 야스시, 작곡：YUMA, 편곡：하라다 나오)
8. 사랑이야 움직이지 마(愛よ 動かないで)
(노래：레이첼, 작사：아키모토 야스시, 작곡·편곡：이현도)
9. MIN・MIN・MIN
(작사：아키모토 야스시, 작곡：KOUTAPAI, 편곡：사사키 유타카)
10. 조르는 샴페인(おねだりシャンパン)
(노래：언더걸즈 A, 작사：아키모토 야스시, 작곡：마츠다 쥰이치, 편곡：y@suo ohtani(오오타니 야스오))
11. 아바즈레(アバズレ)
(노래：언더걸즈 B, 작사：아키모토 야스시, 작곡：Gajin, 편곡：나카니시 료스케)
12. Everyday, 카츄샤 (SDN48 ver.)(Everyday、カチューシャ (SDN48 ver.))
(작사：아키모토 야스시, 작곡·편곡：이노우에 요시마사)
13. 설득하면서 아자부쥬반 duet with 미노 몬타(口説きながら麻布十番 duet with みの もんた)
(작사：아키모토 야스시, 작곡：코니시 타카오, 편곡：노나카“야”유이치)
14. 하고 싶어하는 사람(やりたがり屋さん)
(작사：아키모토 야스시, 작곡·편곡：RED APPLE·RED COOL)
15. 감자탕 모정(カムジャタン慕情)
(작사：아키모토 야스시, 작곡：cAnON, 편곡：마스다 타케시)
16. 카샤사로 자백한다(カシャーサで自白する)
(작사：아키모토 야스시, 작곡：YUMA, 편곡：후지사와 요시마사)
17. 1캘런의 땀(1ガロンの汗)
(작사：아키모토 야스시, 작곡：이하시 나루야, 편곡：노나카“야”유이치)

DVD
- SDN48의 궤적
- 멤버 39명이 선택하는 「My Best SDN48 Song」

### 극장반
1. GAGAGA
2. 고독한 러너(孤独なランナー)
3. 에로스의 트리거(エロスのトリガー)
4. 사도에 건넌다(佐渡へ渡る
5. 사랑, 주세요(愛、チュセヨ)
6. 천국의 도어는 3번째의 벨로 열린다 (天国のドアは3回目のベルで開く)
7. 아와지 섬의 양파(淡路島のタマネギ)
8. 사랑이여 움직이지 말아줘(愛よ 動かないで)
9. MIN・MIN・MIN
10. 조르는 샴페인(おねだりシャンパン)
11. 아바즈레(アバズレ)
12. Everyday, 카츄샤 (SDN48 ver.)(Everyday、カチューシャ (SDN48 ver.))
13. 설득하면서 아자부쥬반 duet with 미노 몬타(口説きながら麻布十番 duet with みの もんた)
14. 하고 싶어하는 사람(やりたがり屋さん)
15. 감자탕 모정(カムジャタン慕情)
16. 카샤사로 자백한다(カシャーサで自白する)
17. 1캘런의 땀(1ガロンの汗)

특전
- 1st 앨범 「NEXT ENCORE」 「극장반 발매 기념사진 매회」참가권 1매

## 참가 멤버

### 1캘런의 땀
- 1기생 : 아키타 카즈에, 우메다 하루카, 우라노 카즈미, 오오호리 메구미, 카토 마미, 코치 마사미, 코하라 하루카, 사토 유카리, 세리나, 노로 카요
- 2기생 : 키모토 유키, 후지코소 유미